# تروور آریزا
تروور آریزا (انگلیسی: Trevor Ariza؛ زادهٔ ۳۰ ژوئن ۱۹۸۵) بازیکن بسکتبال اهل ایالات متحده آمریکا است.
از باشگاه‌هایی که در آن بازی کرده‌است می‌توان به نیو اورلینز پلیکانز، بسکتبال مردان یوسی‌ال‌ای برونز، اورلندو مجیک، ساکرامنتو کینگز، نیویورک نیکس، واشینگتن ویزاردز، هیوستون راکتس، فینیکس سانز، و لس آنجلس لیکرز اشاره کرد.